# Rhinoclemmys pulcherrima
La tortuga vermiculada (Rhinoclemmys pulcherrima) és una espècie de tortuga de la família Geoemydidae autòctona d'Amèrica Central.
Poden atènyer uns vint centímetros, les femelles solen ser un xic més grans que els mascles. Són omnívors.
Són ovípares. Les femelles ponen de 3 a 5 ous alhora. Els ous a baixes temperatures podenentrar en una fase latent, i durant algun temps a baixes temperatures. Quan la temperatura torna puja, poden incubar-se.
Es poden criar com a animals de companyia.

## Subespècies
Hi ha quatre subespècies reconegudes, totes a l'Amèrica central o del sud:
- Rhinoclemmys pulcherrima incisa (Bocourt, 1868)
- Rhinoclemmys pulcherrima manni (Dunn, 1930)
- Rhinoclemmys pulcherrima pulcherrima (Gray, 1856)
- Rhinoclemmys pulcherrima rogerbarbouri (Ernst, 1978)